# Бруклінський міст

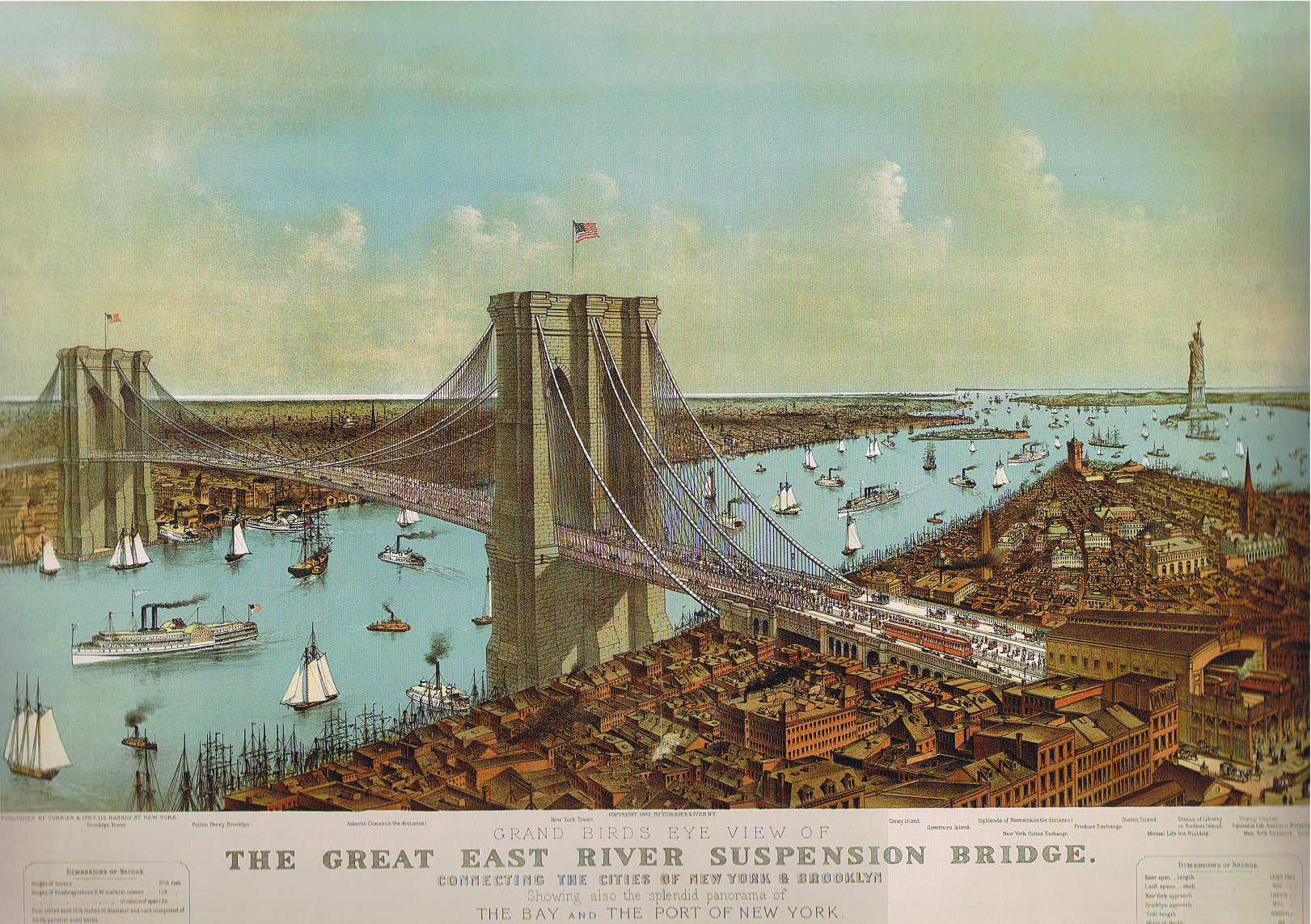
Бруклінський міст 1892 року.

Бру́клінський міст (англ. Brooklyn Bridge) відкритий у 1883, один з найстаріших підвісних мостів у США. Міст сягає довжини 1825 м і розташовується над Іст-Ривер у місті Нью-Йорку між округами Манхеттен і Бруклін. На момент завершення будівництва він був найбільшим підвісним мостом у світі і першим мостом, у конструкції якого використовувались сталеві троси. Міст збудовано з вапняку, граніту і розендейлівського цементу. Початкова назва — Міст Нью-Йорка і Брукліна (англ. New York and Brooklyn Bridge). У 1915 році за мостом офіційно було закріплено його теперішню назву.
Мостом забезпечується як автомобільний, так і пішохідний рух — уздовж він розділений на три частини. Бокові частини призначені для руху автомобільного транспорту, а середня, на значному підвищенні, використовується пішоходами та велосипедистами.
У 1964 році міст було занесено до списку Національних історичних пам'яток. Дотепер міст залишається популярним місцем відпочинку та велосипедних прогулянок для мешканців Нью-Йорка, а завдяки голлівудським фільмам вважається одним із символів міста.

## Передісторія
Марк Вітні написав про історію Бруклінського моста такими словами: «Бруклінський міст, побудований батьком і сином, є продуктом революцій: ліберальний підйом в Німеччині і Франції в тридцятих роках 19 століття дозволив Джону Роблінгу емігрувати в Америку у 1831 році; громадянська війна у США зробила його сина Вашингтона полковником, і, нарешті, індустріальна революція багато в чому допомогла Роблінгам і Бруклінському мосту.»
Джон Роблінг вивчав інженерію, архітектуру і філософію в Берліні, але прибувши до Америки організував сільськогосподарську комуну, і лише потім повернувся до інженерії та став працювати інженером на будівництві Пенсільванського каналу. У 1851 році побудував залізничний міст в Ніагара-Фоллс, а 1856 року почав будівництво моста через річку Огайо в Цинциннаті. Через громадянську війну в США міст був закінчений лише у 1866 році. У цьому проєкті велику роль зіграв син Роблінга Вашингтон.
Ідея побудувати міст між Нью-Йорком і Брукліном виникала неодноразово, але до завершення будівництва моста в Цинциннаті ця ідея не підкріплювалася нічим конкретним, Іст-Ривер дуже бурхлива протока, схильна до дії припливів і має дуже інтенсивний трафік руху суден, тому міст повинен бути дуже високим, щоб верхівки щогл вітрильних кораблів не зачіпали його.
Взимку 1866/1867 років відбулася подія, що підштовхнула до проєктування мосту — протока замерзла і поромне сполучення між Нью-Йорком і Брукліном припинилося. Уже навесні 1867 року було створено будівельну компанію New York Bridge Company і Роблінг був призначений її головним інженером. Роблінг запропонував побудувати міст з центральним прольотом 486 метрів — більшим, ніж у будь-якого іншого мосту, що існував на той час, і на 50 % більше, ніж у щойно збудованого моста в Цинциннаті. Проєктування мосту тривало 2 роки.

## Будівництво мосту
У 1867 році міська влада Нью-Йорка затвердила проєкт інженера Джона Роблінга (англ. John Augustus Roebling), будівельна компанія якого уже мала досвід спорудження підвісних мостів.
Будівництво мосту розпочалося 2 січня 1870 року й закінчилося через 13 років, 24 травня 1883 року. Три прогони мосту з'єднували дві готичні вежі, довжина основного прогону становила 486,3 метра, висота опор — 82,6 метра над водою, діаметр головного опорного троса — 40 см. Віддаль від проїжджої частини до поверхні води — 41 метр. Міст обійшовся в 15,1 мільйона доларів.

### Особливості технологічних рішень

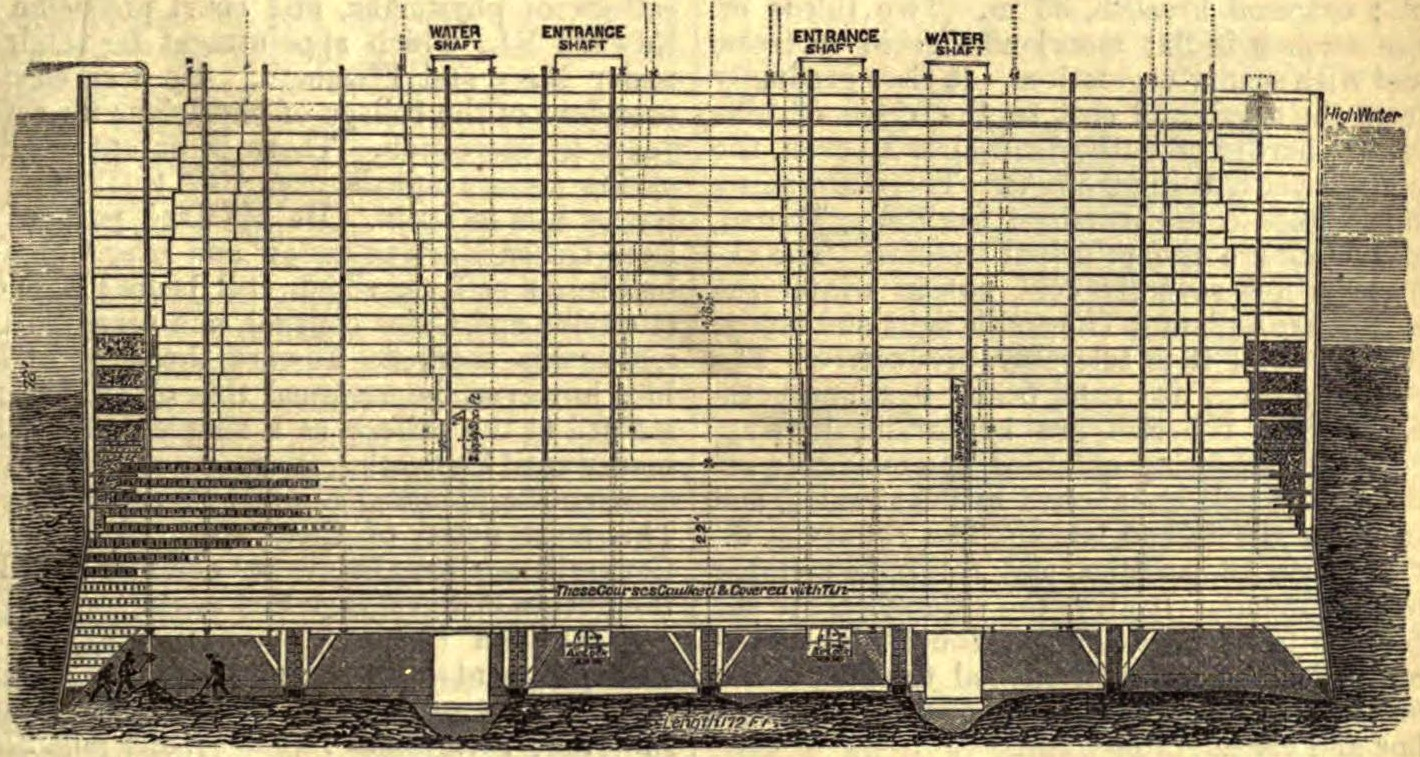
Схема конструкції кесона

Підвісний міст спирається на дві масивні опори, спроєктовані у неоготичному стилі, які потрібно було оперти на твердий скельний ґрунт. Геологічні вишукування показали, що він залягає на глибині 25 метрів нижче від рівня дна річки, тому було потрібне рішення щодо виймання м'яких порід завтовшки 25 метрів. Для цього Джон Роблінг застосував кесони.
Робочі камери, виготовлені з деревини жовтої сосни, 43 метри довжиною і 27 метрів завширшки, розділені на 6 відсіків кожна заповнювались стисненим повітрям, щоб протистояти тиску води.
Зверху на кесон встановлювалися гранітні плити, під вагою яких кесон занурювався в ґрунт. Глибина кесона з боку Брукліна становила 44 фути (13,4 м), з боку Манхеттена — 78 (23,8 м). Після закінчення виїмки ґрунту кесони заповнювались бетоном, формуючи тим самим міцний фундамент.
Зіткнувшись з важкопрохідними ґрунтами на дні річки, інженери Роблінги (батько — Джон та його старший син — Вашингтон) застосували для їх руйнування динаміт. Вийнятий ґрунт вантажили на баржі й скидали нижче за течією річки або в океан.

### Кесонна хвороба
Землекопи, яких називали «sandhogs» (піщані свині), переважно були іммігрантами і працювали за 2 $ на день. За допомогою лопат вони вигрібали мул, каміння, гравій та інший підводний бруд з дна річки. На майданчик вони потрапляли за допомогою невеликого залізного контейнера — шлюзу, куди також нагніталось стиснене повітря. Через різницю тисків поблизу дна річки і нагорі при зворотному підйомі в крові починав виділятися азот, що викликало сильні головні болі, серцеву недостатність, свербіж шкіри, судоми, оніміння кінцівок аж до паралічу і навіть смерті. Багато робітників не витримували цього. Симптоми їх мук отримали назву «кесонна хвороба» (хвороба водолазів).
Чим глибше потрібно було занурити кесон, тим більший тиск був у ньому. На боці мангеттенської опори абсолютний тиск сягав 3,4 атмосфери, через що робітнику було дозволено перебувати у камері не більше 4-х годин на добу.
Робітникам, що постраждали від кесонної хвороби, допомагали досвідчені лікарі під керівництвом лікаря проєкту Ендрю Сміта. При спостереженнях він з'ясував, що найбільше схильні до хвороби люди з пишною статурою, тому їх припинили наймати на цю роботу.
Лише через 30 років були встановлені механізми цієї хвороби і засіб від неї: повільніше опускання і підіймання, щоб тиск змінювався поступово. У 1909 році в штаті Нью-Йорк були прийняті перші закони про кесон-безпеку при будівництві залізничних тунелів під річками Гудзон і Іст-Ривер. Однак при будівництві Бруклінського моста від кесонної хвороби, обвалів і травм при вибухових роботах загинуло близько 150 осіб.

### Подвиг Роблінгів
Ще до початку будівництва моста Джон Роблінг отримав травму: човен, з якого він спостерігав за забиванням паль, зіткнувся з поромом, з якого проводилось забивання. Інженеру палею роздробило стопу, йому її ампутували, однак уже відбулось зараження і через три тижні він помер від правцю, передавши керівництво провадженням робіт сину Вашингтону.
32-річний інженер зіткнувся з безліччю технічних проблем у процесі будівництва. Коли постало питання використання динаміту для проходження твердих порід, спрогнозувати результат вибуху в умовах стисненого повітря ніхто не міг. Міг зруйнуватися кесон, могли загинути люди. Вашингтон Роблінг особисто брав участь у проведенні пробних вибухів.

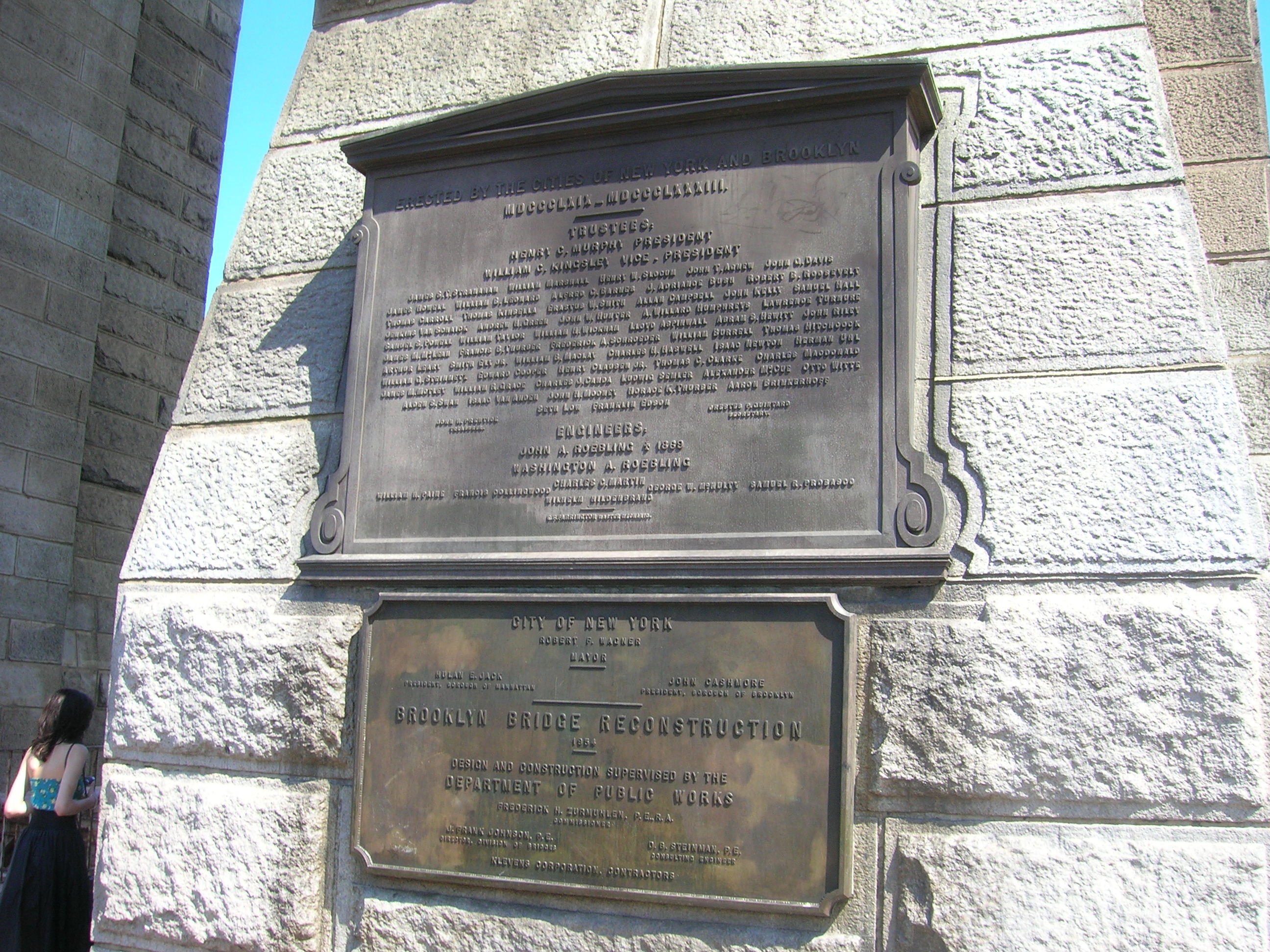
Меморіальні дошки на опорі моста

Одного разу у кесоні виникла пожежа, в гасінні якої знову ж таки брав участь молодий інженер, провівши в кесоні майже добу замість належних 4 годин. Після підйому на поверхню Вашингтон зазнав перших ознак кесонної хвороби. Але через тривання пожежі він не витримав постільного режиму і знову вирушив рятувати кесон.
Після другого нападу кесонної хвороби Роблінга спаралізувало. Керівництво будівництвом продовжила його дружина Емілі Роблінг, яка була змушена освоїти інженерні науки, вищу математику та опір матеріалів. Сам Роблінг спостерігав за роботами лише через бінокль, отримуючи від асистентів схеми виконаних робіт та фотознімки.
Тому можна вважати, що Бруклінський міст зобов'язаний своїм існуванням усій сім'ї Роблінгів. Емілі Роблінг стала першою людиною, яка подолала цей міст. Імена Джона Роблінга та Вашингтона Роблінга увічнені на пам'ятній дошці на опорі моста.

### Натяжна конструкція
Після завершення будівництва опор почався монтаж сталевих тросів, на яких треба було підвісити головний прогін мосту. Технологію виробництва тросів розробив ще Джон Роблінг, який створив для цього спеціальне устаткування.
Однак, як буде працювати підвісна конструкція найдовшого на той час моста у США, ніхто не знав. Щоб підтвердити міцність троса, відважний головний механік Фарінгтон (E.F. Farrington) перетнув річку по першому з 500-метрових тросів. За цією грандіозною подією спостерігали тисячі нью-йоркців, світлину з Фарінгтоном помістили на перших шпальтах усі американські газети.

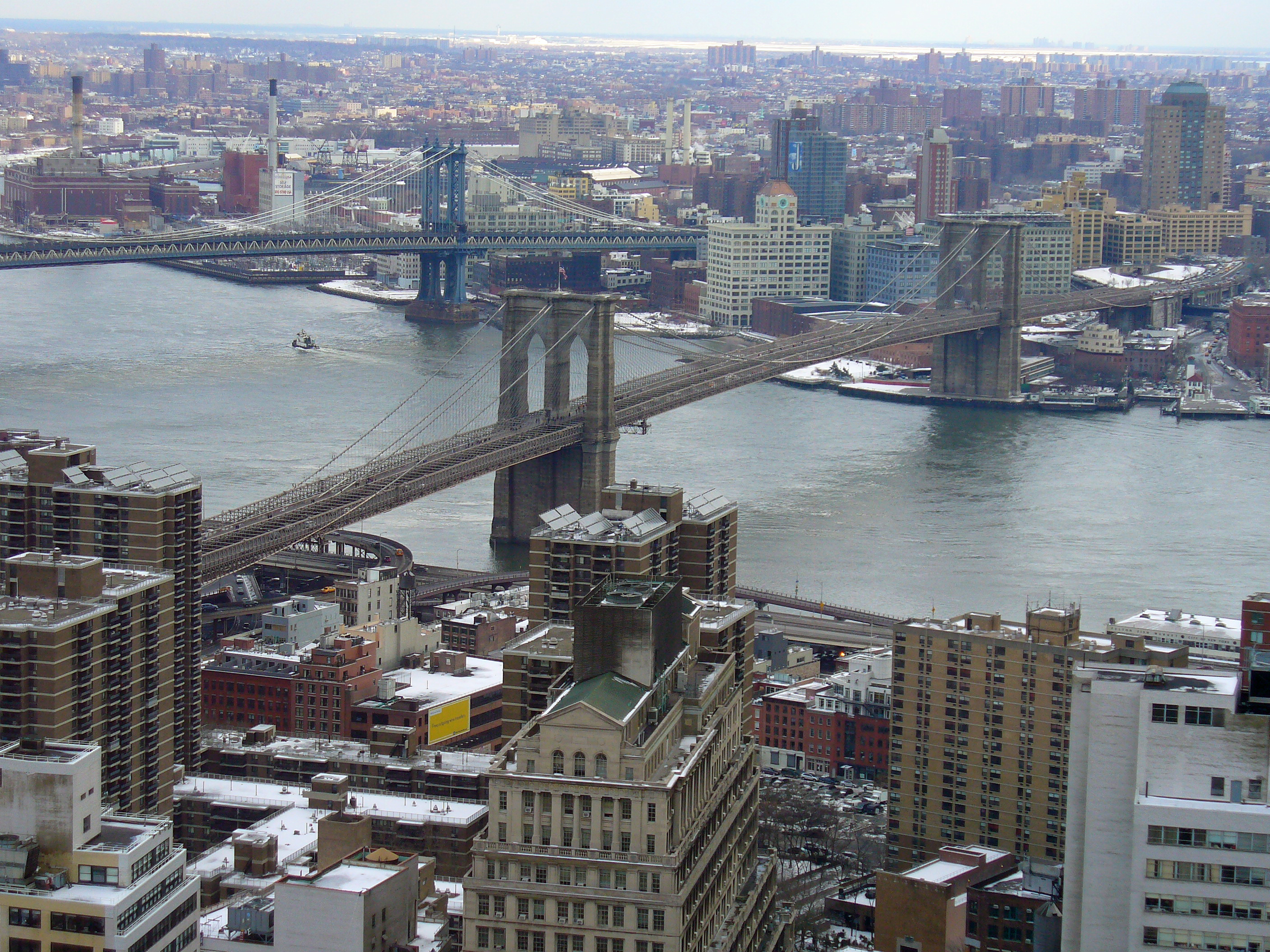
фото: David Shankbone, 2007

Потім почалася робота з натягування тросів на висоті 87 метрів. Однак рада директорів з будівництва Бруклінського моста відхилила постачання сталевих канатів від фірми Роблінга, підписавши контракт з сумнівним постачальником. Коли у розпал робіт один з тросів порвався і загинули робітники, Вашингтон Роблінг при перевірці встановив, що підрядник використав контрабандний дріт, крихкий, як скло. Було подвоєно кількість інспекторів, які перевіряли якість дроту для сталевих канатів. Але вже встановлені на міст троси неможливо було вилучити. Однак Роблінги заклали у підвісну конструкцію 6-кратний запас міцності, так що навіть з неякісного дроту її опорна здатність гарантувала безпеку. Кожен трос складався з 19 окремих жил, а ті, своєю чергою, з 278 окремих дротів, що дозволило мосту витримувати дуже великі навантаження.
Дирекція розірвала контракт з обраним постачальником і подальші закупки були продовжені у фірми Роблінгів. Однак противники хотіли помсти й запустили слух про психічні розлади у Вашингтона Роблінга, вимагаючи його відставки з посади.
У справу втрутилась рішуча Емілі. Вона звернулась до американського співтовариства інженерів за підтримкою. На засіданні ради директорів з будівництва моста 10 з 17 голосів було віддано за збереження посади головного інженера за Вашингтоном Роблінгом, що віддав цьому проєкту здоров'я та присвятив йому своє життя.

### Завершення будівництва
На відкритті мосту були присутні мер Нью-Йорка Франклін Едсон та президент США Честер Алан Артур. У цей день влаштували вихідний: усі охочі могли прийти й помилуватись цим архітектурним творінням.
У перший же день близько 1 800 транспортних засобів та понад 150 000 осіб скористалися ним, щоб перебратися на інший бік. Однак через тиждень у натовпі, котрий перебував на мості пройшли чутки про можливість раптового обвалення мосту, що стало причиною тисняви й загибелі 12 осіб. Щоб запевнити народ у міцності мосту, влада провела по ньому 21 слона із цирку, що гастролював неподалік..
Завдяки Бруклінському мосту стало можливим об'єднання Брукліна і Нью-Йорка у Великий Нью-Йорк.

## Сучасність
Спочатку на новому мості були передбачені дві залізничні колії (для поїздів метро), чотири смуги для кінних екіпажів (потім автомобілів) і піднята над основним полотном мосту пішохідна доріжка. Пізніше по мосту ходили також трамваї. У 1950-х роках після реконструкції, рух рейкового транспорту було припинено, а кількість автомобільних смуг збільшено до шести.
З 1980-х років міст почали підсвічувати вночі, щоб підкреслити його архітектурні особливості.
У травні 1983 року Нью-Йорк з розмахом відсвяткував сторіччя моста. В ювілейних урочистостях взяв участь президент США Рональд Рейган.

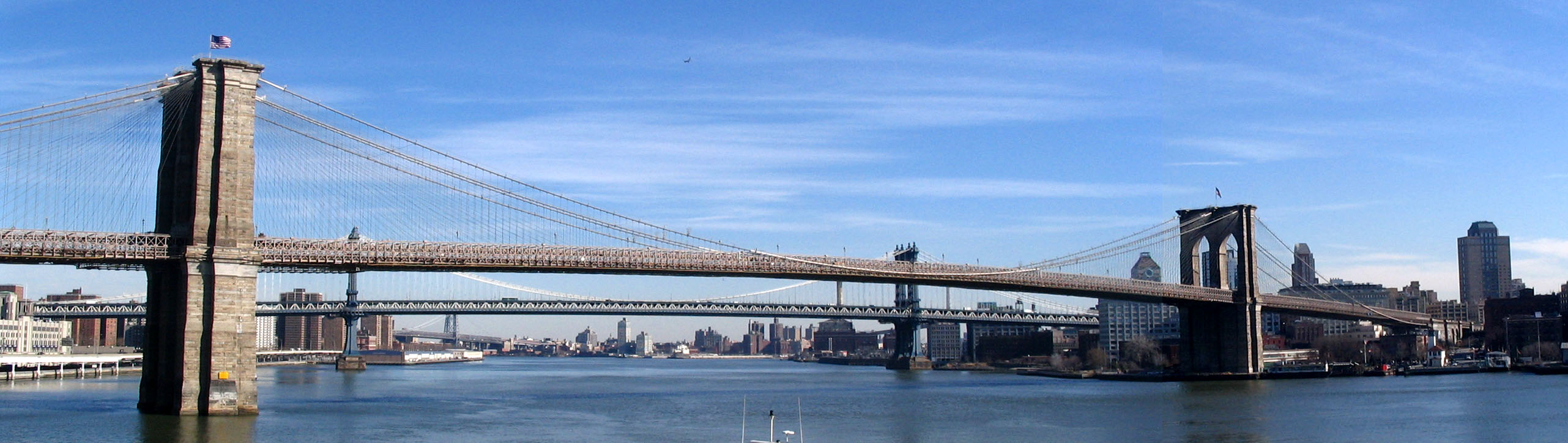
Панорама Бруклінського мосту

Панорама Бруклінського мосту і Мангеттену вночі